# 國立京都國際會館

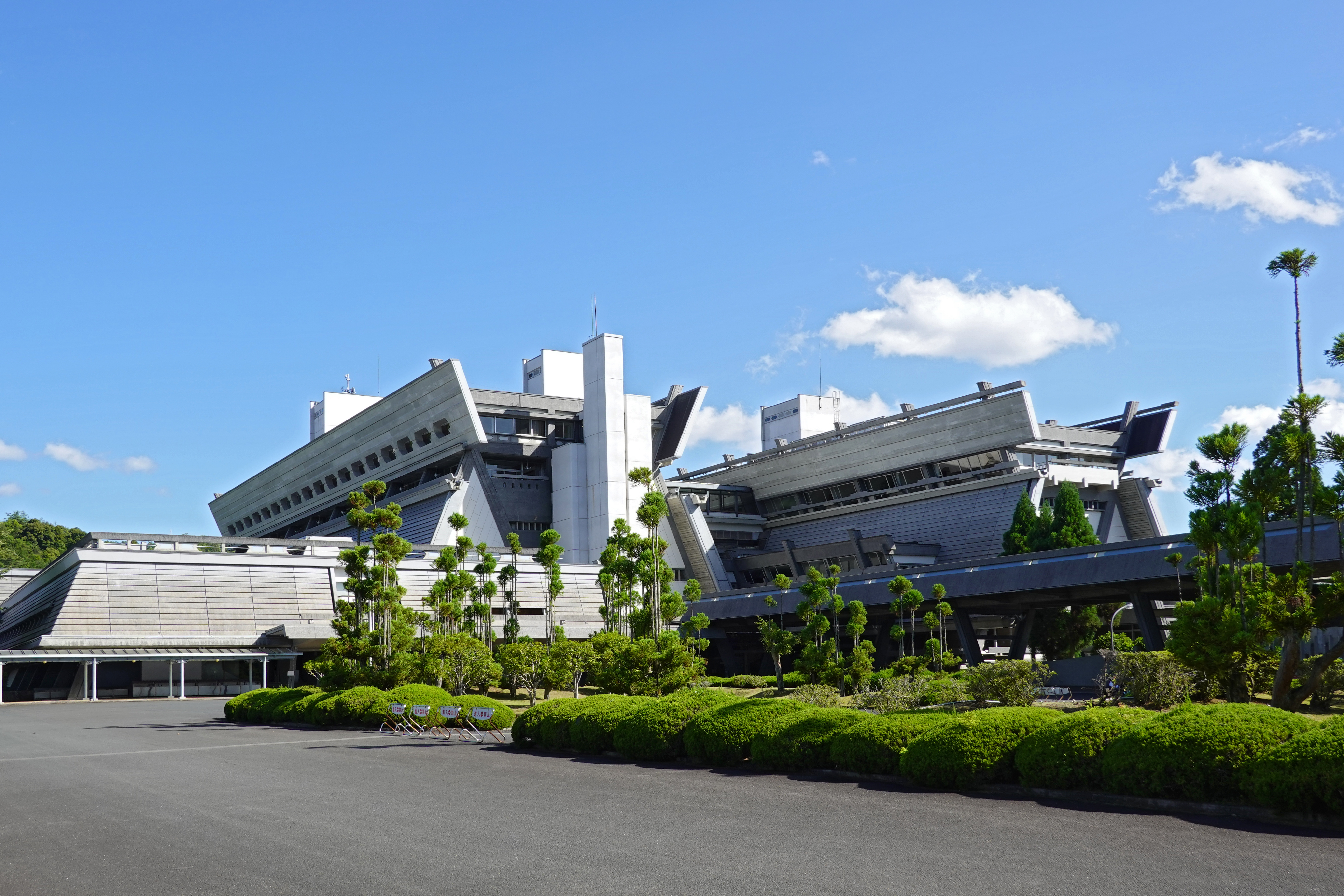
國立京都國際會館、會議場（本館）

國立京都國際會館（日语：国立京都国際会館）是位於日本京都府京都市左京區岩倉的會議展覽中心，鄰近寶池公園。其為日本第一個由國家設立的會議設施，在這裡曾舉辦過多次重要國際會議，其中規範溫室氣體排放量的《京都議定書》就是於1997年在這裡簽訂的。建築設計者是大谷幸夫。

## 外部連結
- 國立京都國際會館（页面存档备份，存于）（日語）（英文）

35°03′40″N 135°47′00″E / 35.0611°N 135.7833°E